# Sinanthropus pekinensis
Pekingmennesket (Homo erectus pekinensis) er et fortidsmenneske fundet i 1923-27 i et hulekompleks ved byen Beijing (Beijing blev tidligere på dansk kaldt for Peking).
- Wikimedia Commons har flere filer relateret til Sinanthropus pekinensis

| Biologi | Spire Denne artikel om biologi er en spire som bør udbygges. Du er velkommen til at hjælpe Wikipedia ved at udvide den. |

39°44′N 115°55′Ø / 39.73°N 115.92°Ø